# Ночь лучника
«Ночь лучника» (англ. Night Of The Archer) — кинофильм.

## Сюжет
В результате состязаний по стрельбе из лука убит стрелой глава богатого семейства. И, конечно же, заезжий конкурсант, попытавшийся победить, становится главным подозреваемым, несмотря на присутствие множества других профессиональных стрелков и участие в турнире наследников умершего, заинтересованных в его смерти.

## В ролях
- Владимир Октавец — Фридрих фон Берген
- Эвиталь Дикер — Изабель де Флёр
- Барбара Каррера — Виктория де Флёр
- Дьюзан Бласкович — Гектор
- Роберт Миано — Оскар Люччи
- Matej Landl — капитан Kranac
- Сэндал Бергман — Марла Майлс
- Джозеф Болонья — Реджи
- Лесли Хэрди — Катрин Реджиани
- Шейли Бротон — Валери Симмонс
- Рено Экштейн — Тони
- Джеф Григгс — Тревис Уэрд

## Дополнительная информация
При выпуске на DVD в США фильм был также известен под названием «Don’t Hurt Me!».